# Бофлан
Бофлан (фр. Bofflens) — громада  в Швейцарії в кантоні Во, округ Юра-Нор-Водуа.

## Географія
Громада розташована на відстані близько 80 км на захід від Берна, 22 км на північний захід від Лозанни.
Бофлан має площу 4,2 км², з яких на 5,8% дозволяється будівництво (житлове та будівництво доріг), 71,2% використовуються в сільськогосподарських цілях, 23% зайнято лісами, 0% не є продуктивними (річки, льодовики або гори).

## Демографія
2019 року в громаді мешкало 194 особи (+8,4% порівняно з 2010 роком), іноземців було 6,2%. Густота населення становила 46 осіб/км².
За віковим діапазоном населення розподілялося таким чином: 18,6% — особи молодші 20 років, 69,1% — особи у віці 20—64 років, 12,4% — особи у віці 65 років та старші. Було 79 помешкань (у середньому 2,5 особи в помешканні).
Із загальної кількості 62 працюючих 36 було зайнятих в первинному секторі, 8 — в обробній промисловості, 18 — в галузі послуг.